# یواس‌اس هاواردا (اس‌پی-۱۴۴)
یواس‌اس هاواردا (اس‌پی-۱۴۴) (به انگلیسی: USS Howarda (SP-144)) یک کشتی بود که طول آن ۷۵ فوت (۲۳ متر) بود. این کشتی در سال ۱۹۱۳ ساخته شد.